# Huandoy
El Huandoy (en quechua de Huailas: Tullpa Rahu) es un monte nevado de cuatro picachos (el más alto es de 6.395 m s. n. m.) dispuestos en forma de fogón. Es la tercera montaña más alta del departamento de Áncash.
El macizo Huandoy tiene cuatro cumbres:
- Huandoy Este (5900 m)
- Huandoy Norte (6395 m)
- Huandoy Oeste (6355 m)
- Huandoy Sur (6160 m)

Es accesible a través de la quebrada de Llanganuco en la provincia de Yungay, Perú, y se encuentra al norte del monte Huascarán.

## Oronimia
Su nombre original era Tullpa Rahu (registrado como «Tullparaju»), que proviene del quechua ancashino tullpa ('fogón de piedras') y rahu ('hielo'), así pues Tullparaju significa «Montaña nevada en forma de fogón»".

## Etimología

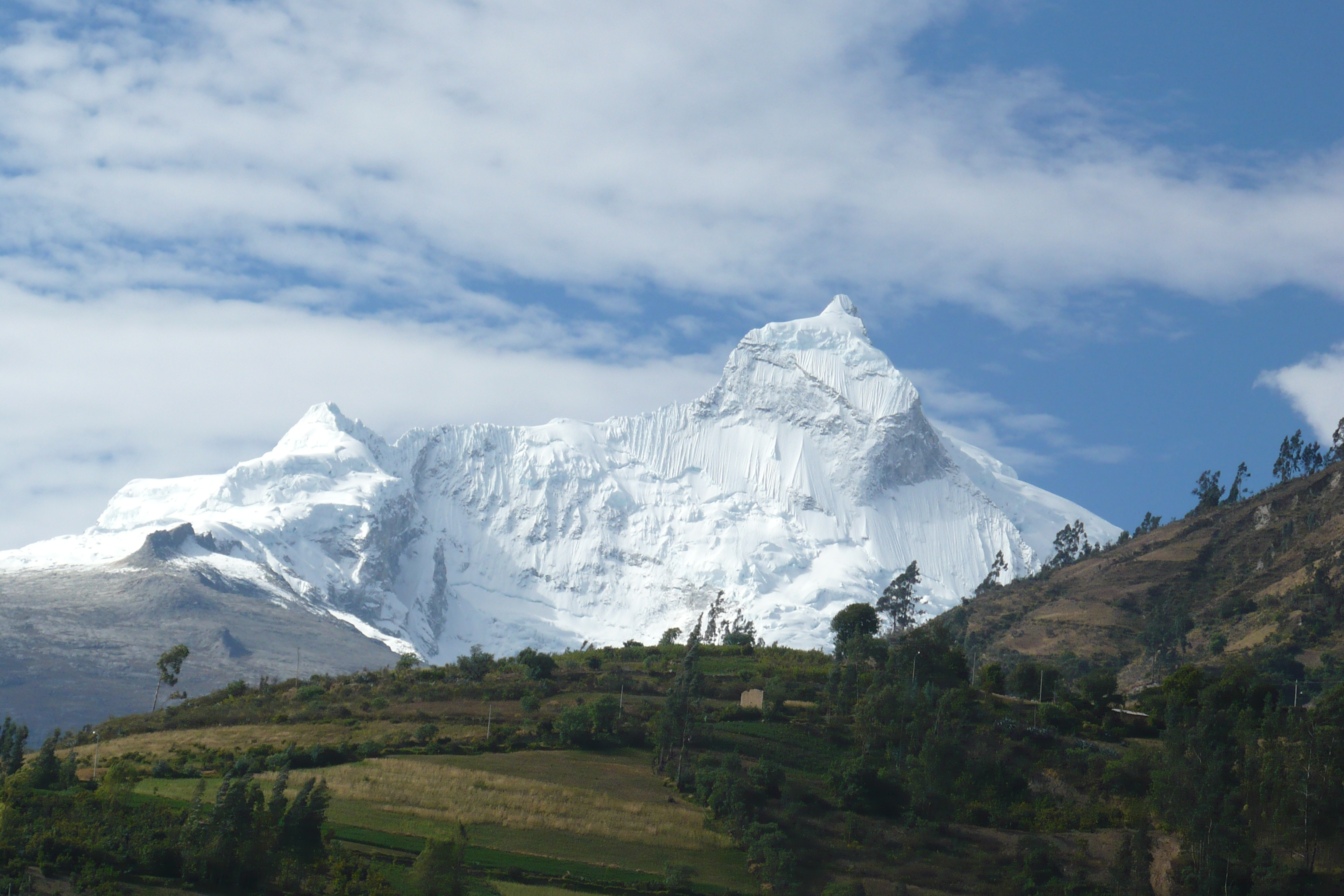
Huandoy, Vista desde Yungay (Perú)

La palabra Huandoy proviene de la voz quechua wantuy, haciendo referencia de los cuatro ápices o cumbres; ellos simbolizan a cuatro cargadores que portan una parihuela, llevando un cadáver. Wantuy significa llevar o trasladar, sobre hombros, una carga entre varios. Hay analogía del cambio de wantuy en Huandoy, como de 'kuntur' en cóndor.

## Galería

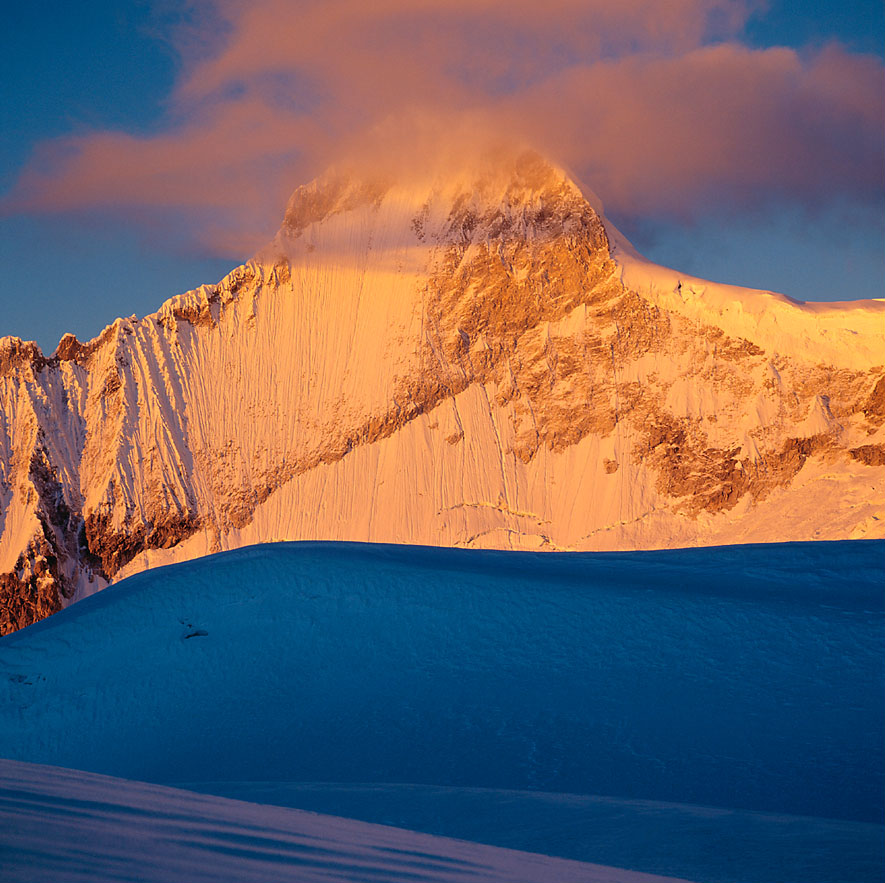
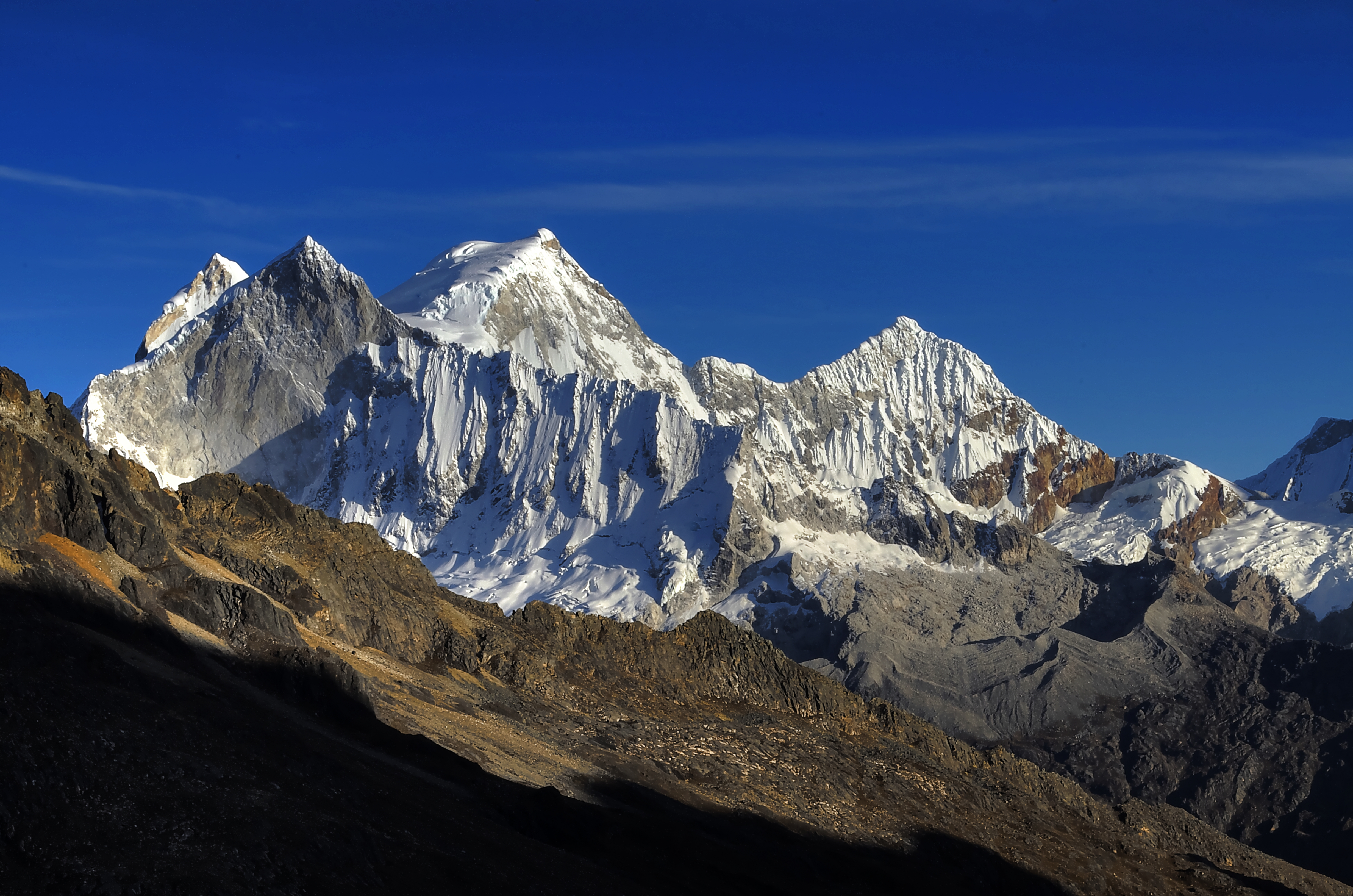
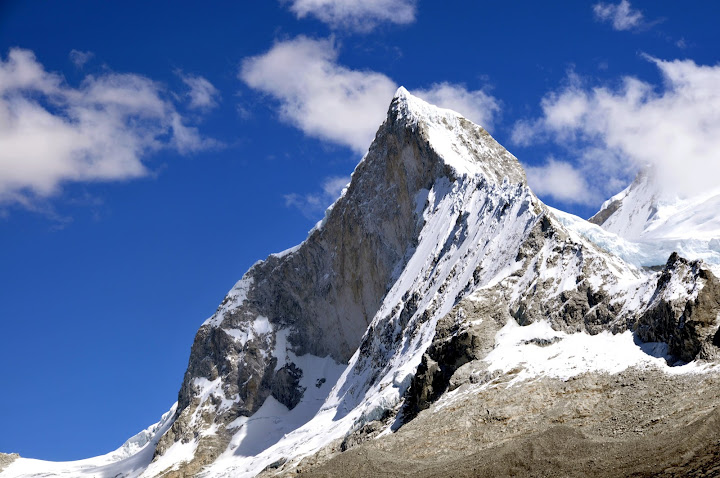
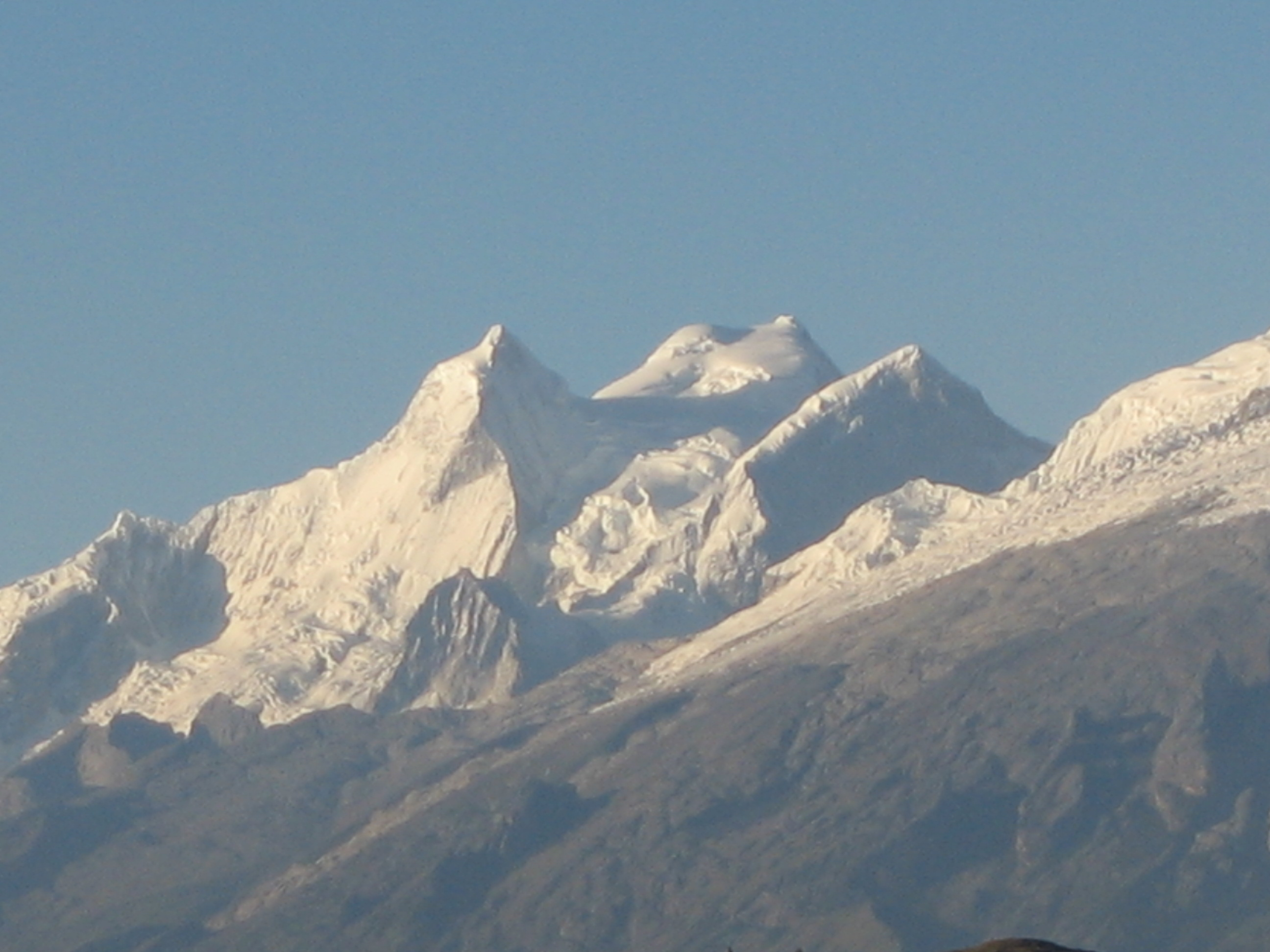

## Ascensiones históricas

### Primera Expedición
Alemania: La primera ascensión al Huandoy Norte (6395 m s. n. m.), por las pendientes del sur, fue realizada el 12 de septiembre de 1932 por una expedición del Club Alpino Alemán (Deutscher Alpenverein) conformado por los alemanes Erwin Schneider y Erwin Hein. Posteriormente, los miembros de la expedición austro-alemana conquistaron también por primera vez las cumbres del Huascarán Sur, Artesonraju y Chopicalqui.